# 鳳池村天后宮

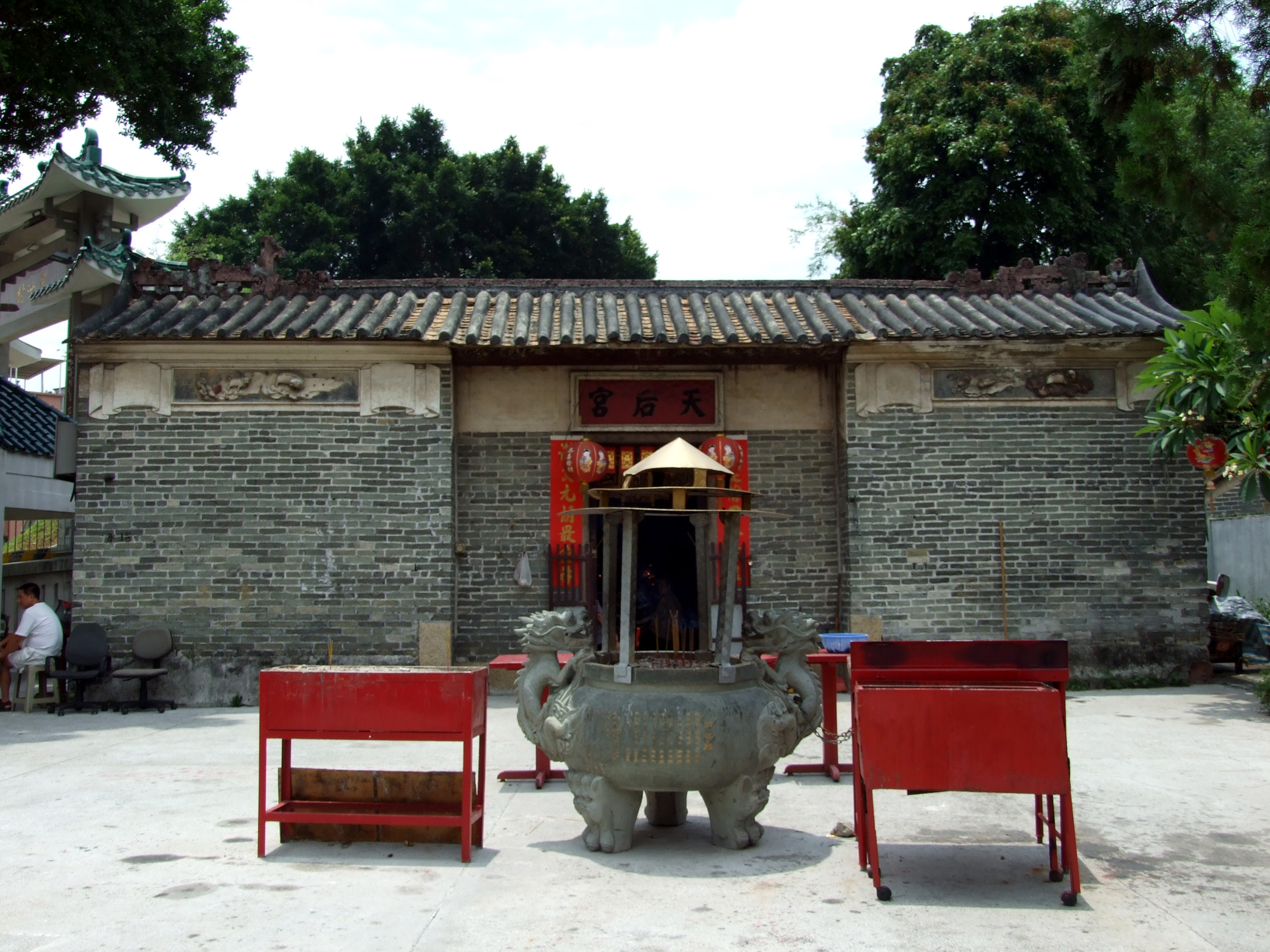
鳳池村天后宮

鳳池村天后宮座落於香港新界元朗區屏山鳳池村，鄰近朗屏邨，主要敬奉天后娘娘。於1994年被評一級歷史建築，並於2010年2月4日獲確認評級。附近的媽廟路和媽橫路均以天后宮命名，可見廟宇在元朗的地位舉足輕重。

## 歷史
鳳池村天后宮估計建於清朝康熙年間，根據廟內存鑄於康熙二十三年（1684年）的銅鐘，得知廟宇建於是年或更早之前。天后宮於光緒三十四年（1908年）曾進行重修。

## 建築
天后宮為傳統兩進一院三開間青磚建築，正面凹斗式，花崗石門框，廟額「天后宮」，院落封閉成香亭，屋頂正脊有博古端部。

## 祭儀與節慶
鳳池村村民以往會到天后宮慶祝點燈及天后誕等節日。

## 外部連結
- 古物古蹟辦事處香港傳統中式建築資訊系統：天后廟(鳳池村) （页面存档备份，存于）